# Die Erfindung des Verderbens

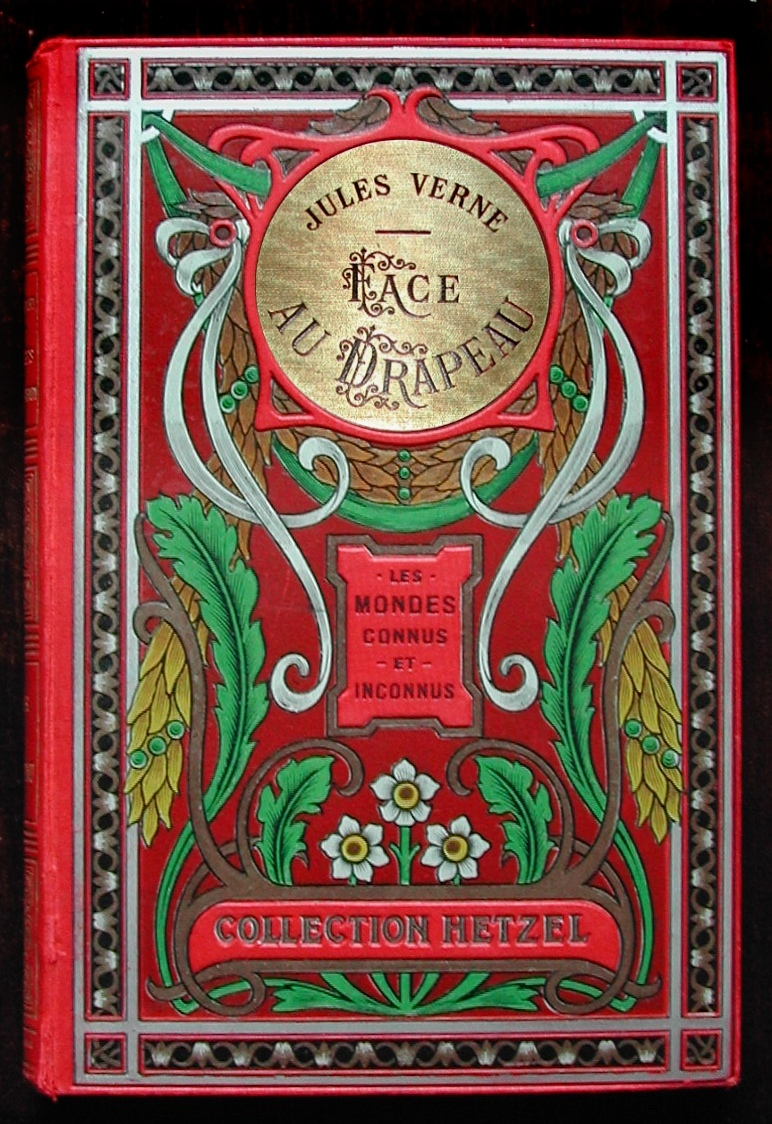
Einband einer französischen Prachtausgabe

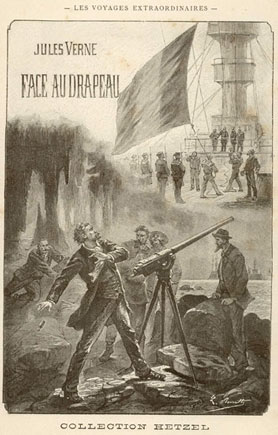
Titelseite der französischen Originalausgabe mit einer Illustration des Zeichners Léon Benett

Die Erfindung des Verderbens (auch Der fliegende Tod, Hoch die Flagge des Vaterlands! oder Vor der Flagge des Vaterlands) ist ein technisch-wissenschaftlicher Zukunftsroman des französischen Schriftstellers Jules Verne. Der Roman wurde erstmals 1896 als Buch von dem Verlag Pierre-Jules Hetzel in Paris unter dem französischen Titel Face au Drapeau (deutsch „Angesichts der Flagge“) und vorab vom 1. Januar bis zum 15. Juni 1896 im Magasin d’Éducation et de Récréation veröffentlicht. Die erste deutschsprachige Ausgabe erschien bei Hartleben 1897 unter dem Titel Vor der Flagge des Vaterlands in der Reihe Bekannte und unerkannte Welten. Der englische Titel des Romans lautet Facing the Flag.

## Handlung
Der französische Erfinder Thomas Roch hat einen neuartigen Sprengstoff von riesiger Zerstörungskraft entwickelt, den er diversen Staaten vergeblich zum Kauf angeboten hat. Zerbrochen an dieser Entwicklung wird er in dem Nervensanatorium Healthful House in North Carolina untergebracht. Hier wird er durch den unter einer falschen Identität arbeitenden, ebenfalls französischen Ingenieur Simon Hart gepflegt.
Da es sich um ein Vorzeigesanatorium handelt, wird es immer wieder von interessierten Personen besucht, so auch durch einen Grafen d’Artigas. Dieser nutzt den Besuch jedoch, um zusammen mit seinen Gehilfen die Entführung des Erfinders und seines Pflegers durchzuführen. Im weiteren Verlauf der Handlung werden die Entwicklungen aus der Sicht des Simon Hart wiedergegeben. Dieser hat zunächst für sich das Rätsel zu lösen, wie die Goélette des Grafen trotz nicht gesetzter Segel und nicht vorhandenem Motor bewegt wird. Die Lösung wird ihm erst am Ziel der Reise, der Insel Back Cup auf den Bermudas, klar, als er mit einem U-Boot in das Innere dieser Insel gebracht wird.
Die Insel ist dem Ich-Erzähler bekannt, da er sie aufgrund von Gerüchten, dass es sich um einen wiedererwachten Vulkan handeln solle, bereits aufgesucht hat. Während seines Aufenthaltes stellt Hart fest, dass es sich bei dem angeblichen Grafen um den Seeräuber Ker Karraje handelt. Dieser hat sich die Insel als Unterschlupf für seine Bande gewählt und die vulkanischen Tätigkeiten durch gezielte Explosionen vorgetäuscht. Das Ziel Karrajes ist der Besitz der von Roch entwickelten Waffe, um hiermit endgültig unangreifbar zu sein. Karraje scheint tatsächlich Zugang zu dem Erfinder Roch zu finden, dieser entwickelt für ihn den gewünschten Sprengstoff und Raketen.
Da Hart keine andere Möglichkeit sieht, sendet er eine Flaschenpost mit allen gewonnenen Fakten in die Außenwelt. Diese wird tatsächlich am Strand der Bermudainsel Saint Georges gefunden. Nach einem zunächst gescheiterten Befreiungsversuch, der von einem U-Boot der britischen Marine durchgeführt wird, wird die Insel durch fünf Marineschiffe verschiedener Staaten angegriffen. Nachdem Roch zunächst eines der Schiffe (das deutsche) versenkt hat, reagiert er offensichtlich auf das Setzen der französischen Trikolore auf einem der verbliebenen Schiffe und sprengt sich und die gesamte Insel in die Luft. Lediglich Simon Hart überlebt.

## Folgen der Veröffentlichung
Dieser Roman brachte Jules Verne einen Prozess gegen den (in der damaligen Öffentlichkeit als suspekt dargestellten und zeitweise unter Verfolgungswahn leidenden) Chemiker Eugène Turpin (1848–1927) ein, den er gewann. Der Chemiker sah sich in dem Roman verleumdet und lächerlich dargestellt. Aber Verne muss ihn in seinem Roman vergleichsweise vorlagengetreu dargestellt haben, wie sich später anhand eines Briefwechsels feststellen lässt.

## Hörbücher, Hörspiele und Filme
- Das Buch gibt es auf Kassetten und CDs.
- 1968 produzierte der ORF Burgenland eine gut 59-minütige Hörspielbearbeitung von H.S. Helmar in der Reihe Die Zukunft von gestern, ebenfalls unter dem Titel Die Erfindung des Verderbens. Die Erstsendung fand am 7. November 1968 statt.

Unter der Regie von Hans Krendlesberger sprachen u. a. Paul Hoffmann (Sprecher), Ernst Meister (Vorleser), Fritz Schmidl (Direktor des Sanatoriums Health Foolhouse), Kurt Heintel (Ker Karraje/Graf d'Artigas), Heinz Reincke (Simon Hart) und Heinz Moog (Thomas Roch).
- 1975 erschien eine Hörspielbearbeitung „Die Erfindung des Verderbens“ beim VEB Deutsche Schallplatten Berlin (Litera 865221, ISBN 3-89830-181-8)
- Das Buch wurde 1957/58 in der ČSR von Karel Zeman unter dem Titel Die Erfindung des Verderbens verfilmt.